# Michel Beaulieu (football)
Pour les articles homonymes, voir Beaulieu et Michel Beaulieu (homonymie).
Michel Beaulieu, né le 24 janvier 1947 à Rennes, est un joueur et un entraîneur français de football. Durant sa carrière, il évolue au poste de défenseur, principalement au Stade rennais. Il se reconvertit ensuite comme entraîneur et dirigeant au sein de la section amateur de ce même club.

## Biographie
Né le 24 janvier 1947 à Rennes, Michel Beaulieu est formé au Stade rennais, dont il intègre les équipes de jeunes. Il y fait tout son début de carrière jusqu'à intégrer l'équipe professionnelle dirigée par Jean Prouff en 1967. Durant la saison 1967-1968, il est aligné à dix-sept reprises en Division 1, souvent associé à René Cédolin en défense centrale.
L'expérience ne dure cependant pas, et Beaulieu retourne rapidement avec les amateurs du club, avant de jouer dans les années 1970 à l'USSC Redon. En 1978, il revient au Stade rennais en qualité d'entraîneur des jeunes et de la section amateurs. Il occupe également de 1978 à 1987 le poste de directeur du centre de formation, avant de céder sa place à Patrick Rampillon. Michel Beaulieu occupe le poste de responsable administratif et sportif de la section amateur du Stade rennais, ainsi que celui d'entraîneur de l'équipe C jusqu'en 2007, lorsqu'il prend sa retraite. Il est alors remplacé par Loïc Lambert.